# Maria Koepckes schreeuwuil
Maria Koepckes schreeuwuil (Megascops koepckeae) is een vogel uit de familie Strigidae (uilen). Deze uil werd in 1982 als ondersoort van de cholibaschreeuwuil, Otus choliba koepckei door de Nederlandse bioloog Gerrit Paulus Hekstra beschreven en als eerbetoon aan de tien jaar eerder overleden Duits/Peruaanse ornitholoog Maria Koepcke naar haar vernoemd.

## Kenmerken
De vogel is ca. 24 cm lang en weegt 110 tot 130 gram. Deze soort lijkt sterk op de marañónschreeuwuil (Megascops roboratus), maar is iets groter, lichter op de kruin en heeft rond de nek een lichtbruine waas die ontbreekt bij M. roboratus. Verder komt de marañónschreeuwuil in een ander type leefgebied voor, in droger, lager gelegen bosgebieden. Het oog van Maria Koepckes schreeuwuil is geel en de oogleden zijn donker, de snavel is blauwachtig met een licht uiteinde en de tenen zijn grijsbruin. De ondersoort   M. k. hockingi is meer grijzig en heeft op de keel en borst een dichter patroon van stippels en strepen.

## Verspreiding en leefgebied
Deze soort is endemisch in noordwestelijk en Midden-Peru en telt twee ondersoorten:
- M. k. koepckeae: noordwestelijk Peru, vanaf de regio's Lambayeque en Cajamarca tot aan de regio La Libertad en in het Utcubambadal in Amazonas en ook in de regio Ancash (Cordillera Blanca) en op de hellingen naar de Grote Oceaan in de regio Lima.
- M. k. hockingi: Midden-Peru, in het zuiden van de regio  Junín  tot in de regio's Huancavelica, Ayacucho en Apurímac.

Het leefgebied is vaak groenblijvend nevelwoud op hellingen van de Andes tussen de 1840 en 4500 meter boven zeeniveau. De ondersoort M. k. hockingi is minder gebonden aan nevelwoud en komt ook voor in bossen in droge gebieden tussen bergruggen.

## Status
De grootte van de wereldpopulatie is niet gekwantificeerd Men veronderstelt dat de soort in aantal stabiel is. Om deze redenen staat Maria Koepckes schreeuwuil als niet bedreigd op de Rode Lijst van de IUCN.